# Lúkianos z Antiochie
Lúkianos z Antiochie (kolem roku 250 pravděpodobně Samosata - 7. ledna 312 Nikomédie) byl teolog a kněz antiochijské církve. Podle dřívějších názorů byl zakladatelem antiochijské školy teologie, protože prý rozhodně odmítal metodu alegoreze při výkladu bible, používanou alexandrijskou školou, a navrhl systém literárního výkladu, který později ve východní církvi po dlouhou dobu převládal. Je uctíván jako mučedník a svatý.
Lúkianos se díky svému asketickému životu a učenosti těšil velké úctě. Na něj a na jeho školu se odvolávali jak ariáni, tak nestoriáni. Jan Zlatoústý, Diodóros z Tarsu a Theodor z Mopsuestie také vzešli z antiochijské teologické tradice.

## Život
O Lúkianově životě je známo velmi málo. Podle Sudy se narodil poblíž Samosaty váženým rodičům a byl vzdělán ve škole jistého Makaria v blízké Edesse. Tato informace však pochází až z desátého století a není potvrzena žádnými jinými zdroji. Přitom mohlo dojít k záměně se stejnojmenným satirikem Lúkianem ze Samosaty.
Lúkianos se prý jako mladý usadil v Antiochii na Orontu, pak byl vysvěcen na kněze. Zvláště ve starší vědecké literatuře, například u Adolfa von Harnacka, je Lúkianos považován za hlavu antiochijské školy. Přitom u Lúkiana neexistuje přímá spojitost s teologií této školy, která ve skutečnosti vznikla až dlouho po jeho smrti, na konci čtvrtého století. Přestože Lúkiana z dnešního pohledu nelze spojovat ani s teologickými názory Pavla ze Samosaty, dostal se prý po Pavlově odsouzení do podezření a byl nucen odejít ze společenství církve. Tento rozchod s pravověrnými představiteli prý trval během funkčního období biskupů Domna I. (268-273) a Timaia (273-277). Lúkianos se prý s církví smířil až během episkopátu Cyrila I. (277-299, možná k tomu došlo kolem roku 285).
Lúkianos je někdy uváděn jako možný teologický učitel osobností, které byly později označovány za představitele a předchůdce arianismu. V některých případech se konkrétní vztah učitel-žák mezi Lúkianem a např. Ariem nebo Eusebiem z Nikomédie nepovažuje za prokázaný. Lúkianova christologie spojuje modalismus a subordinacionismus: Logos, ačkoliv byl stvořitelem všech následujících bytostí, byl sám stvořením, i když nadřazeným všem ostatním stvořeným věcem.
Přes Lúkianovu domnělou či skutečnou heterodoxii ho Eusebios z Kaisareie popisuje ve svých Církevních dějinách jako muže výjimečně ctnostného; v době vrcholícího ariánského konfliktu nebyla jeho svatost o nic méně slavná než jeho pověst učence.
Během pronásledování křesťanů římským císařem Maximinem Daiou byl Lúkianos zatčen, mučen v Nikomédii a poté, co tam veřejně vyznal víru, odsouzen k smrti. Zemřel jako mučedník 7. ledna 312 a říká se, že byl pohřben v Helenopoli, kde Konstantin Veliký nebo jeho matka Helena kolem roku 327 postavili nad Lúkianovým hrobem kostel. Brzy po jeho smrti vznikl kolem Lúkiana mučednický kult, později podporovaný a využívaný Konstantinem a zejména Eusebiem z Nikomédie. Od konce 4. století je Lúkianos uctíván jako svatý.

## Dílo
Desítky let po Lúkianově smrti vznikla tradice, které mu kromě jeho role v christologické a trinitární polemice připisuje velký význam i v biblické exegezi. Tvrdí, že zastával názor, že literární smysl je důležitější než textová přesnost, a sám revidoval Septuagintu na základě původní hebrejské verze nebo jiných překladů. Jeho revize Septuaginty ve 4. století převládala od Antiochie po Konstantinopol.  Je mu také připisován výklad Nového zákona. Jeroným jako další Lúkianovo dílo zmiňuje Libelli de Fide. To ani ono se však nedochovalo.
Lúkianovi se dále připisuje vyznání víry představené na synodě v Antiochii v roce 341. Jeho autorství je však pochybné a rozhodně jej nenapsal v dochované podobě. Překlad jeho apologetické promluvy se k nám dostal prostřednictvím Rufina z Akvileie. Suidas uvádí řadu dopisů, z nichž cituje úryvek o smrti biskupa Anthima.